# Furseo
Furseo, o Fursa (lat. Furseus, ingl. Fursey, fr. Fursy) (Irlanda, ... – Mézerolles, 649 circa), è stato un monaco cristiano irlandese; abate di Lagny-sur-Marne, svolse anche attività di evangelizzazione come pellegrino e fondatore di monasteri. È venerato come santo dalla Chiesa cattolica.

## Biografia
Nato in Irlanda, figlio di una nobile famiglia, Fursa ricevette fin da piccolo un’educazione religiosa che lo spinse a divenire con fervore e passione uno dei tanti Scotti del suo tempo, ovvero monaci itineranti di origine insulare che compivano peregrinationes in Inghilterra e sul continente con lo scopo di evangelizzare le popolazioni ancora pagane ed edificare nuove comunità monastiche.
Le fonti agiografiche raccontano che in giovane età, dopo essersi dedicato ad uno studio approfondito delle Scritture, lasciò la famiglia e fondò il suo primo monastero in Irlanda; fece, poi, ritorno a casa, per diffondere anche fra i suoi parenti il medesimo ardore religioso e qui, nel 627  circa, ebbe le sue visiones: fenomeni mistici grazie ai quali la sua anima si narra che poté, in due diverse occasioni, abbandonare il corpo e sperimentare un viaggio nell’aldilà, attraverso paradiso e inferno, guidata dagli angeli. Le visiones accrebbero e consolidarono la sua spiritualità e la sua fede, tanto da spingerlo a dieci anni  di predicazione itinerante per l’Irlanda, inizialmente, e poi in Inghilterra. In Irlanda, infatti, attirò su di sé invidie ed odi e perciò, anche a causa delle costanti incursioni barbariche che devastarono l’isola, dovette lasciare la terra natia, accompagnato solo da pochi fedeli; si rifugiò dapprima su un’isoletta al largo della costa e in seguito in Inghilterra.
Giunse in Inghilterra intorno al 631 circa e qui fu ospite presso il re dell’Anglia orientale, Sigeberto, che ne divenne protettore e sostenitore e che gli concesse la terra per edificare il monastero di Cnobbetsburg (oggi Burgh Castle, nel Suffolk). In seguito, intorno al 642, il suo spirito irrequieto, nonché nuove incursioni barbariche e la morte di Sigeberto, lo spinsero ad abbandonare anche l’Inghilterra e, affidato il monastero di Cnobbetsburg al fratello Foillan, si recò in Gallia, per portare avanti la sua opera di predicazione presso i Franchi; qui trovò nuovi protettori in Ercanwaldo, maggiordomo di Neustria, e nel re Clodoveo II e fondò un nuovo monastero, Latiniacum (oggi Lagny-sur-Marne, nell’Île-de-France) di cui fu abate.
Morì di malattia attorno al 649, mentre si trovava in viaggio al seguito del re e del suo maggiordomo. Fu sepolto a Péronne, in Piccardia, dove era stata da poco edificata una nuova basilica; i suoi resti furono sepolti e conservati come reliquie e quando, quattro anni più tardi, il corpo fu riesumato per essere traslato in una piccola cappella ad hoc, fu ritrovato intatto.
Si decise così di fondare nel luogo della sepoltura un monastero che divenne un importante centro religioso e spirituale di riferimento per gli irlandesi sul continente: attirò, infatti, moltissimi pellegrini e altrettanti monaci che a lungo lo popolarono, conferendo alla località il soprannome di Peronna Scottorum (“Péronne degli irlandesi”); c’è chi ipotizza  che sia stato proprio uno di questi monaci, forse proprio in occasione della traslazione, a comporre la Vita Fursei nel 653/654 circa.
La data liturgica in cui viene celebrato è il 16 gennaio.

## Fonti biografiche:Vita Furseie successive riprese
Vi sono pochi dati precisi inerenti alla cronologia biografica e alla genealogia del santo, alcuni derivanti da Annali irlandesi, come gli Annali dell'Ulster, altri da fonti collaterali come l’Additamentum Nivalense, ampliamento alla Vita Fursei che narra del martirio di uno dei monaci fratelli di Fursa, Foillan, o la Vita sanctae Geretrudis, entrambi risalenti alla seconda metà del VII secolo; notizie supplementari possono essere ricavate, ancora, da genealogie e martirologi irlandesi o da altre Vitae di santi originari dell’isola.
Tuttavia la fonte principale, che risulta essere decisamente attendibile e precisa nei suoi dati storici, confrontabili e verificabili con altre fonti indipendenti, è la Vita Fursei, un’opera composta a breve distanza dalla morte del santo, presso Péronne, luogo di sepoltura del santo. La vicinanza cronologica e geografica del biografo, appartenente al medesimo ambiente monastico del santo, la rendono una fonte importante, tanto che è stato addirittura ipotizzato ch’egli conoscesse personalmente Fursa. L’opera, oltre a ripercorrere la vita e l’attività missionaria di Fursa, narra anche le visiones che egli ebbe, ancora giovane, prima di lasciare l’Irlanda e nelle quali intraprese un viaggio mistico nell’aldilà, guidato da alcuni angeli; questa sezione della Vita, conosciuta meglio come Visio Fursei, ebbe grande presa sui lettori dell’epoca, tanto che gli stessi manoscritti che tramandano la Vita spesso la evidenziano per mezzo di rubricature, titoli o veste grafica differente. La Visio, inoltre, prese a circolare anche separatamente dal resto dell’opera, come testo a sé stante.
Quest’antica Vita, nella sua versione ampliata dell’Additamentum, fu ripresa anche da Beda il Venerabile nel III libro della sua Historia ecclesiastica gentis Anglorum  (731 ca.), dove, narrando dei regnanti dell’Anglia orientale e in particolare di re Sigeberto, egli racconta anche di san Fursa, riferendo di trarre le sue notizie da un libellus, identificabile con la Vita Fursei.
La Vita Fursei è stata poi in seguito diverse volte ripresa, ampliata e riscritta nel corso dei secoli: oltre al già citato Additamentum Nivalense, si tramandano anche le Virtutes Fursei (IX secolo, Gallia), un’Alia Vita (XII secolo) e una Vita in lingua irlandese (XIII secolo), anche se questa parrebbe essere nient’altro che una traduzione dell’adattamento di Beda e non fornisce informazioni supplementari.
L’Alia vita, anonima, con prefazione dell’abate Arnolfo, venne composta intorno al 1100 a Lagny-sur-Marne, monastero fondato dallo stesso Fursa durante il suo soggiorno in Gallia, e fornisce, in aggiunta alle altre fonti biografiche, anche alcune interessanti notizie circa la genealogia di san Fursa, ossia le origini e i destini dei suoi antenati; essa attinge, molto probabilmente, le sue notizie da diverse fonti pregresse, in particolare, la Vita Fursei per ciò che concerne l’attività del santo in Irlanda, le Virtutes in relazione al periodo trascorso in Gallia, e, infine, una fonte irlandese piuttosto antica da cui trae le informazioni inerenti proprio alla genealogia: tale fonte è oggi non identificabile e quasi certamente perduta, ciò non di meno le tracce che lascia nell’Alia Vita sono estremamente importanti.
La genealogia di Fursa, infatti, è quanto mai problematica e difficile da ricostruire, poiché le diverse fonti sono tra loro discordanti, sia per quanto riguarda i nomi e le ascendenze dei genitori del santo, sia per quanto concerne la regione irlandese di cui sarebbe originaria la sua famiglia; le due ipotesi concorrenti, circa questo secondo punto, sono quella che vorrebbe Fursa originario della regione di Munster (sostenuta anche dall’Alia Vita stessa), contrapposta a quella che lo vedrebbe invece discendere da una famiglia dell’Ulster. Ciò che invece possiamo concludere con sufficiente sicurezza è ch’egli fosse di famiglia nobile, ma non reale, ossia probabilmente discendente di una fortúatha  decaduta e che provenga da un túath, ovvero un territorio tribale dell’Irlanda, diverso da quello dove fondò il suo primo complesso monastico sull’isola.
Da ricordare, infine, che san Fursa passa attraverso Usuardo († 875 ca.) nei martirologi, dove viene celebrato il 16 gennaio.

### Tradizione manoscritta
La fama del santo in area insulare e il successo dell'opera che ne narrava la vita e le visiones, portarono con molta probabilità ad un proliferare di trascrizioni, a cui diede nuovo impulso e vitalità la ripresa che ne fece Beda. Questo ha dato vita ad una tradizione manoscritta dell'opera piuttosto ampia; è possibile trovarne un conspectus piuttosto esauriente nell'edizione critica di Krusch; Maria Pia Ciccarese fa però notare come esso non sia del tutto completo e come l'analisi che ne è fornita non sia sufficientemente approfondita, considerando anche che Krusch esaminò e diede edizione critica solo dell'inizio e della conclusione dell'opera, tralasciando la sezione inerente alla visio.
In particolare Krusch individuò tre gruppi all'interno della tradizione (A, B, C), a seconda della maggior o minor vicinanza dei manoscritti all'originale: i manoscritti A sono quelli più fedeli all'originale, quelli appartenenti al gruppo C, invece, quelli che maggiormente se ne distaccano, i deteriores; i manoscritti sono nominati in successione progressiva mediante numeri e lettere minuscole e secondo il gruppo di appartenenza (ex. A1, A2, C2a, C2b). Solo gli appartenenti al gruppo A sono ritenuti utili ai fini dell'edizione e in particolare è privilegiato A1, il quale dimostra una maggior aderenza alla lingua dell'originale e di non possedere interpolazioni successive.
Maria Pia Ciccarese concorda con Kursch per quanto riguarda le conclusioni generali a cui egli approda, tuttavia ritiene di dover riesaminare l'intera tradizione, non solo alla luce di alcuni manoscritti da lui non conosciuti, ma anche considerando il testo nella sua interezza; rinomina, inoltre, i manoscritti di cui si serve con sigle (lettere), a suo avviso, più chiare e meno confusionarie di quelle di Krusch. Identifica l'intera tradizione come discendente da un archetipo, già corrotto; secondo la sua opinione l'edizione critica è da basarsi prevalentemente sui tre manoscritti più antichi, tutti del IX secolo, da lei nominati:
- H (Harleianus 5041), corrispondente a A1 di Krusch
- C (Cassanatensis 641) corrispondente a A2 si Krusch
- S (Sessorianus 40) corrispondente a C2a di Krusch

Questi tre, oltre ad essere i più vicini all'archetipo, che è possibile ricostruire mediante la loro concordanza, evidenziano anche i due rami diversi della tradizione (da una parte H e C da un antigrafo comune, dall'altra S), discendenti entrambi direttamente dall'archetipo. S, in particolare, rappresenta un ramo divergente, che spesso si discosta dall'archetipo; e proprio dal medesimo subarchetipo di S, Ciccarese fa derivare la copia dell'opera da cui trasse le sue notizie Beda.

### Edizioni critiche
- M. P. Ciccarese, Le visioni di S. Fursa in Romanobarbarica: contributi allo studio dei rapporti culturali tra mondo latino e mondo barbarico (8), 1985, pp. 231–303.
- B. Colgrave et R.A.B. Mynors, Historia Ecclesiastica gentis Anglorum, Oxford, 1969, pp. 268–276.
- B. Krusch, Vita Fursei Virtutesque Fursei Abbatis Latiniacensis, MGH SS rer. Merov. 4, Hanovre-Leipzig, 1902, pp. 423–449.
- B. Krusch, Additamentum Nivialense de Fuillano, MGH SS rer. Merov. 4, Hanovre-Leipzig, 1902, pp. 449–451.
- B. Krusch, Vita sanctae Geretrudis, MGH SS rer. Merov. 2, Hanovre-Leipzig, 1888, pp. 453–464.

### Studi
- A. Buckley, 'Nobilitate vigens Furseus'. The Medieval Office of St Fursey, Norwich, Fursey Pilgrims, 2014
- C. Carozzi, Le voyage dans l’au-delà – D’après la littérature latine (Ve-XIIIe siècle), Roma, Collection de l’Ecole française de Rome, 1994
- L.H. Dahl, The Roman Camp and the Irish Saint at Burgh Castle, Londra, Jarrold, 1913
- J. Desmay, La Vie de Saint Fursy patron de la ville de Péronne, Péronne, Honoré Le Beau, 1715
- S. Hamann, St. Fursa, the genealogy of an Irish saint - the historical person and his cult in Proceedings of the Royal Irish Academy, Section C (112), 2012, pp. 147-187
- J. Hennig, The Irish background of saint Fursy in Irish Ecclesiastical Record (77), 1952, pp.18-28.
- W. M. Newman, Charters of St-Fursy of Péronne, Cambridge (Massachusetts), The Mediaeval Academy of America, 1977
- P. O’Riain, Les Vies de saint Fursy: les sources irlandaises in Revue du Nord (68, n°269), aprile-giugno 1986, pp.405-413
- O. Rackham, Transitus Beati Fursei - A Translation of the 8th Century Manuscript Life of Saint Fursey, Norwich, Fursey Pilgrims, 2007
- M. Smith, The origins of Purgatory through the lenses of seventh-century Irish escathology in Tradition (58), 2003, pp. 91-132